# Nordsjællands Fuglepark
Nordsjællands Fuglepark is een dierentuin in de Deense stad Græsted. Het park is in 1997 opgericht door Frank Friis Nielsen als privédierentuin. In 2003 werden de deuren van het park opengesteld voor het publiek en sindsdien huisvest het park meer dan 2000 dieren, voornamelijk vogels. In 2008 kreeg het park de officiële status van dierentuin.